# 猫场镇 (织金县)
猫场镇，是中华人民共和国贵州省毕节市织金县下辖的一个乡镇级行政单位。
2013年5月9日，贵州省人民政府批复同意以原猫场镇、营合乡地域为新设置的猫场镇行政区域，镇人民政府驻齐心村。

## 行政区划
猫场镇下辖以下地区：
团结社区、齐心村、和平村、石板村、高克村、窑上村、大寨村、大水田村、龙滩村、新寨村、四甲村、川硐村、云峰村、国江村、凤平村、岩脚村、红星村、新联村、扩兴村、白云村、煤厂村、补花村、光明村、三甲村、丫口田村、龙场村、沙坝村、二甲村和营合乡。